# Delicatessen (film)
Pour les articles homonymes, voir Delicatessen.
Pour plus de détails, voir Fiche technique et Distribution.
Delicatessen est un film français réalisé par Marc Caro et Jean-Pierre Jeunet, sorti en 1991.
Il s'agit d'une comédie noire, premier long métrage des deux réalisateurs.

## Synopsis

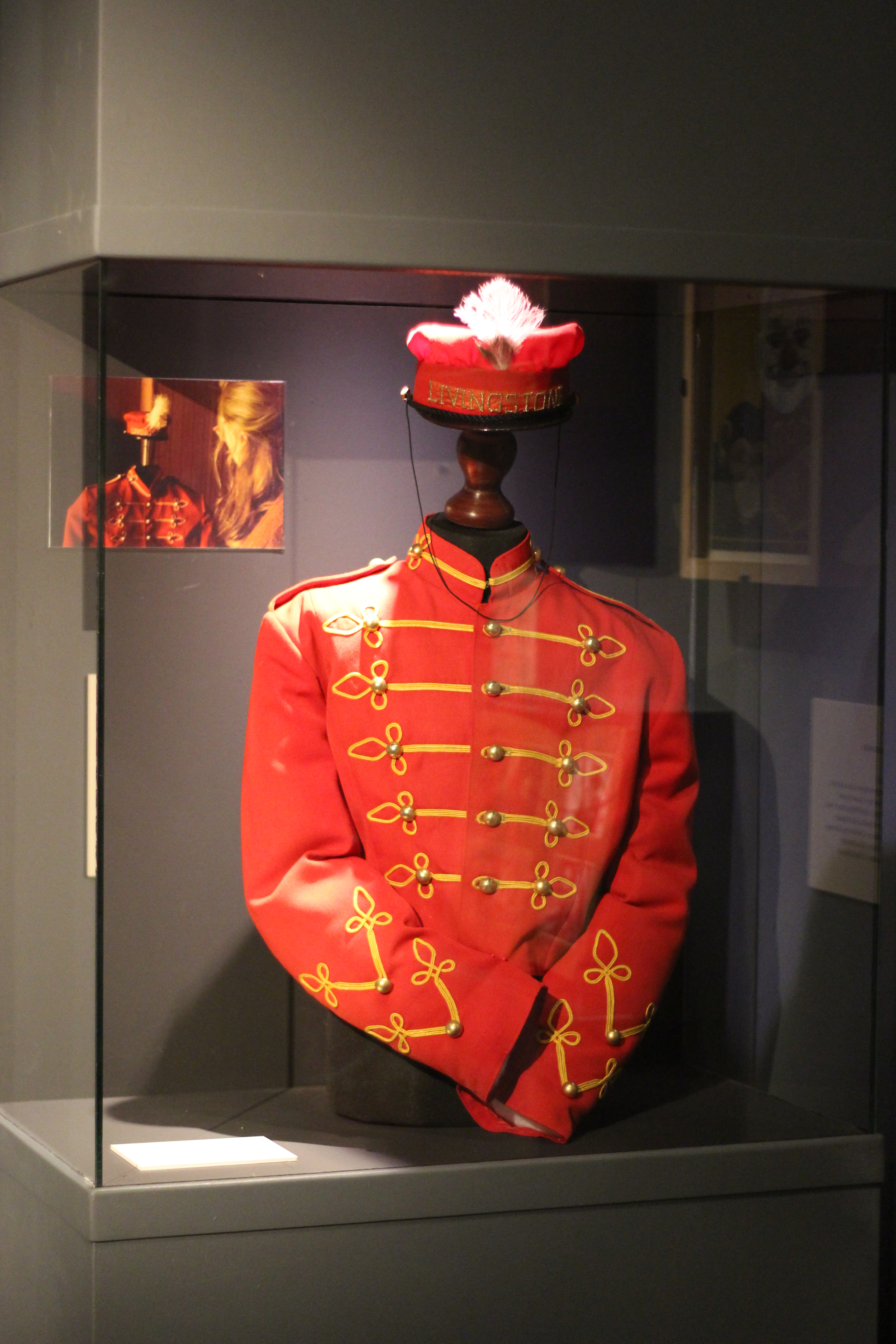
Uniforme du singe savant.

Dans une France post-apocalyptique, Louison, un ancien clown, est engagé comme concierge dans un hôtel. Le quartier est peuplé entre autres de « troglodistes », d'un boucher, d'un éleveur de grenouilles et de fabricants de boîte à meuh. Sur fond de guerre et de terrorisme, le voyageur va découvrir l'amour.

## Fiche technique
Sauf indication contraire, les informations mentionnées dans cette section peuvent être confirmées par la base de données cinématographiques IMDb,  présente dans la section « Liens externes ».
- Titre original : Delicatessen

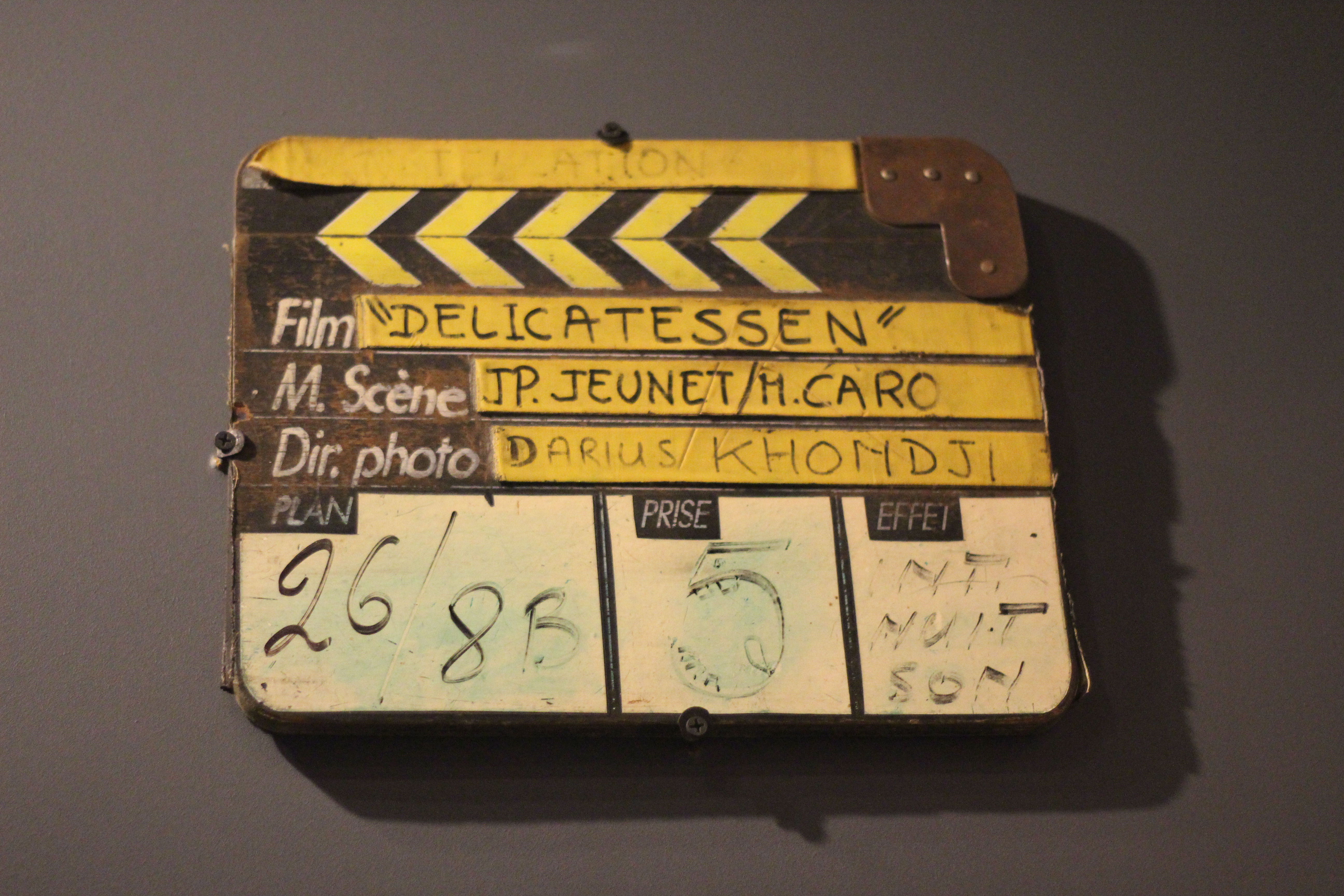
Clap du film.

- Réalisation : Marc Caro et Jean-Pierre Jeunet
- Scénario : Gilles Adrien, Marc Caro et Jean-Pierre Jeunet, avec les dialogues de Gilles Adrien
- Musique : Carlos d'Alessio
- Direction artistique : Marc Caro
- Décors : Jean-Philippe Carp, Miljen Kreka Kljakovic et Aline Bonetto
- Costumes : Valérie Pozzo di Borgo
- Photographie : Darius Khondji
- Son : Vincent Arnardi, Laurent Zeilig, Jérôme Thiault
- Montage : Hervé Schneid
- Production : Claudie Ossard
  - Post-production : Antoine Grujard
- Sociétés de production[1] : Constellation Productions, UGC, Hachette Première et Victoires Productions,
  - avec la collaboration de Sofinergie Films, Sofinergie 2, Investimage 2 et Investimage 3,
  - avec l'aide financière de La Fondation Gan pour le Cinéma
- Société de distribution : UGC (France) ; Sadfi Films (Suisse)
- Budget : 25 millions de FF[2]
- Pays de production :  France
- Langue originale : français
- Format[3] : couleur - 35 mm - 1,66:1 (VistaVision) - son Dolby
- Genre :  Comédie horrifique et science-fiction
- Durée : 99 minutes
- Dates de sortie[4] :
  - France : 17 avril 1991
  - Belgique : 20 juin 1991
- Classification[5] :
  - France: tous publics [6]
  - Belgique : tous publics (Alle Leeftijden)[7]

## Distribution
- Dominique Pinon : Louison
- Marie-Laure Dougnac : Julie Clapet
- Jean-Claude Dreyfus : Clapet (le boucher)
- Karin Viard : Mademoiselle Plusse
- Ticky Holgado : Marcel Tapioca
- Boban Janevski : Rémi Tapioca
- Mikael Todde : Lucien Tapioca
- Pascal Benezech : la première victime, qui cherche à s'enfuir
- Anne-Marie Pisani : Madame Tapioca (baptisée Germaine par Marcel Tapioca)
- Édith Ker : la grand-mère
- Rufus : Robert Kube
- Jacques Mathou : Roger Kube
- Chick Ortega : le facteur
- Jean-François Perrier : Georges Interligator
- Silvie Laguna : Aurore Interligator
- Howard Vernon : Monsieur Potin
- Dominique Zardi : le chauffeur de taxi
- Raymond Forestier : Milo
- Marc Caro : Fox
- Robert Baud : Voltange
- Éric Averlant : Tourneur
- Maurice Lamy : Pank
- Dominique Bettenfeld : Paumeau
- Mikael Todde : Young Rascal

## Production

### Genèse et développement
Il s'agit du premier long métrage réalisé par Marc Caro et Jean-Pierre Jeunet, après plusieurs courts métrages. Les deux hommes avaient d'abord tenté de mettre sur pied leur projet La Cité des enfants perdus. Jugé trop coûteux, ils se concentrent sur un autre film. Jean-Pierre Jeunet a eu l'idée du personnage boucher cannibale à l'époque où il habitait au-dessus d'une boucherie et qu'il l'entendait crier et couper de la viande très tôt le matin. Par ailleurs, l'idée du film lui était venue lors d'un voyage aux États-Unis en 1988 : il avait trouvé la nourriture tellement horrible qu'il trouvait qu'elle avait peut-être le goût de la chair humaine.
Marc Caro officie ici comme directeur artistique et Jean-Pierre Jeunet comme réalisateur. Ils ont conçu tout le film ensemble avec une grande complémentarité. Ils réalisent un travail commun de préparation colossal et développent un livret « script et storyboard ». Marc Caro dessine chaque plan d'après les descriptions et le découpage de son collègue.

### Attribution des rôles
Chick Ortega et Dominique Pinon avaient déjà été dirigés par Jean-Pierre Jeunet dans le court métrage Foutaises (1989).
Jean-Pierre Jeunet et Marc Caro ont choisi l'acteur Jean-Claude Dreyfus après l'avoir repéré dans la série de publicité pour la marque Marie, où il jouait le personnage tonitruant de « Monsieur Marie », coach culinaire intervenant au débotté chez la ménagère pour promouvoir et conseiller les produits de la marque.

### Tournage
Le tournage se déroule dans d'anciens entrepôts de la Seita à Pantin. Pour des raisons budgétaires, les vastes hangars sont transformés en studio de cinéma.
Delicatessen utilise des effets spéciaux novateurs pour l'époque et pour un film français. Des retouches numériques sont ainsi employées pour les scènes où figure « l'Australien » (l'étonnant coutelas-boomerang de Louison). Les scènes se déroulant dans les boyaux souterrains des égouts nécessitèrent trois semaines de contrôle du mouvement (motion-control), procédé de manipulation de la caméra par ordinateur interposé.

## Accueil
En 2021, Jean-Pierre Jeunet est l'invité d'honneur du Festival Films Courts Dinan. Le jury est constitué du réalisateur Marc Caro, de la productrice Claudie Ossard, et de l'acteur Jean-Claude Dreyfus. Le festival réunit ces quatre figures du cinéma français à l'occasion du trentième anniversaire du film Delicatessen.
Le film figure dans l'ouvrage 1001 films à voir avant de mourir.

## Distinctions
Entre 1990 et 2012, Delicatessen a été sélectionné 32 fois dans diverses catégories et a remporté 16 récompenses,.

### Récompenses
- Fondation Gan pour le cinéma 1990 : Prix Fondation Gan[12].
- Festival international du film de Chicago 1991 : Hugo d'or du meilleur film pour Jean-Pierre Jeunet.
- Prix du cinéma européen 1991 :
  - Prix du cinéma européen de la meilleure direction artistique européen de l'année pour Miljen Kreka Kljakovic et Valérie Pozzo di Borgo.
- Festival international du film de Catalogne 1991 :
  - Meilleur acteur pour Dominique Pinon,
  - Meilleur réalisateur pour Jean-Pierre Jeunet et Marc Caro,
  - Meilleure bande originale pour Carlos d'Alessio,
  - Prix de l'association des critiques et scénaristes catalans pour Jean-Pierre Jeunet et Marc Caro.
- Festival international du film de Tokyo 1991 : Médaille d'or pour Jean-Pierre Jeunet et Marc Caro.
- César 1992 :
  - César de la meilleure première œuvre pour Jean-Pierre Jeunet et Marc Caro,
  - César du meilleur scénario original ou adaptation pour Gilles Adrien, Marc Caro et Jean-Pierre Jeunet,
  - César des meilleurs décors pour Jean-Philippe Carp et Miljen Kreka Kljakovic,
  - César du meilleur montage pour Hervé Schneid.
- Fantasporto 1992 : Prix du public pour Jean-Pierre Jeunet et Marc Caro.
- Guilde des cinémas d'art et d'essai allemands (Guild of German Art House Cinemas) 1993 :
  - Prix Argent de la guilde du film du meilleur film en langue étrangère pour Jean-Pierre Jeunet et Marc Caro.
- Prix 20/20 (20/20 Awards) 2012 :
  - Felix du meilleur film en langue étrangère,
  - Felix des meilleurs costumes pour Valérie Pozzo di Borgo.

### Nominations
- Prix du cinéma européen 1991 : Young European Film of the Year pour Marc Caro et Jean-Pierre Jeunet.
- Festival international du film de Catalogne 1991 : Meilleur film pour Jean-Pierre Jeunet et Marc Caro.
- Festival international du film de Stockholm 1991 : Cheval de bronze pour Jean-Pierre Jeunet et Marc Caro.
- Académie australienne des arts du cinéma et de la télévision 1992 : Meilleur film étranger pour Claudie Ossard.
- César 1992 :
  - Meilleur acteur dans un second rôle pour Jean-Claude Dreyfus,
  - Meilleur jeune espoir féminin pour Marie-Laure Dougnac,
  - Meilleure musique originale pour Carlos d'Alessio,
  - Meilleure photographie pour Darius Khondji,
  - Meilleurs costumes pour Valérie Pozzo di Borgo,
  - Meilleur son pour Vincent Arnardi et Jérôme Thiault.
- Fantasporto 1992 : Meilleur film pour Jean-Pierre Jeunet et Marc Caro.
- Récompenses des arts du cinéma et de la télévision de la British Academy 1993 :
  - Meilleur film en langue étrangère pour Claudie Ossard, Jean-Pierre Jeunet et Marc Caro.
- Association turque des critiques de cinéma (Turkish Film Critics Association (SIYAD) Awards) 1994 : Meilleur film étranger (11ème place).
- Prix 20/20 (20/20 Awards) 2012 :
  - Meilleur montage de film pour Hervé Schneid,
  - Meilleure direction artistique pour Marc Caro,
  - Meilleure photographie pour Darius Khondji.

## Analyse
(mars 2021).
- Si vous ne connaissez pas le sujet, laissez ce bandeau (vous pouvez alors contacter les auteurs).
- Si vous supprimez le contenu mis en cause (vous pouvez préalablement contacter les auteurs),

argumentez précisément cette suppression dans la page de discussion
(un manque de référence n'est pas un argument ; une recherche réelle de référence doit avoir été effectuée, être formellement documentée).
Delicatessen plonge le spectateur dans un univers étrange, inquiétant et burlesque, proche de la bande dessinée. Il met en scène des personnages atypiques, servis par des « gueules » du cinéma français (Jean-Claude Dreyfus, Dominique Pinon, Rufus, Ticky Holgado). Le film est caractérisé par un univers sombre et poétique propre aux deux réalisateurs, que l'on retrouve dans La Cité des enfants perdus.
Dominique Pinon et Marie-Laure Dougnac reprennent leur rôle de Delicatessen pour un caméo dans Micmacs à tire-larigot.